# Harry Morgan
Harry Morgan (Detroit, 10. travnja 1915. - Los Angeles, 7. prosinca 2011.), američki glumac.
Glumačku karijeru nakon studija na sveučilištu u Chicagu počinje u kazalištu. Najčešće filmske uloge ostvario je u vesternima, a najpoznatiju televizijsku ulogu ostvario je u seriji M*A*S*H. Dobitnik je nagrade Emmy za 1980. godinu.

## Izbor iz filmografije
- Omča za vješanje (1943.)
- Zvono za Adano (1945.)
- Dragonwyck (1946.)
- Veliki sat (1947.)
- Žuto nebo (1948.)
- Gospođa Bovary (1949.)
- Mračni grad (1950.)
- Bunar (1951.)
- Točno u podne (1952.)
- Na okuci rijeke (1952.)
- Olujni zaljev/Nemirni zaljev (1953.)
- Priča o Glennu Milleru (1954.)
- Daleka zemlja (1955.)
- I ne kao stranac (1955.)
- Čajana na augustovskoj mjesečini (1956.)
- Cimarron (1960.)
- Naslijedi vjetar (1960.)
- Šta si radio u ratu, tata? (1966.)
- Varalica (1967.)
- Podržite svoga lokalnog šerifa (1969.)
- Posljednji hitac (1976.)